# BMW Série 4

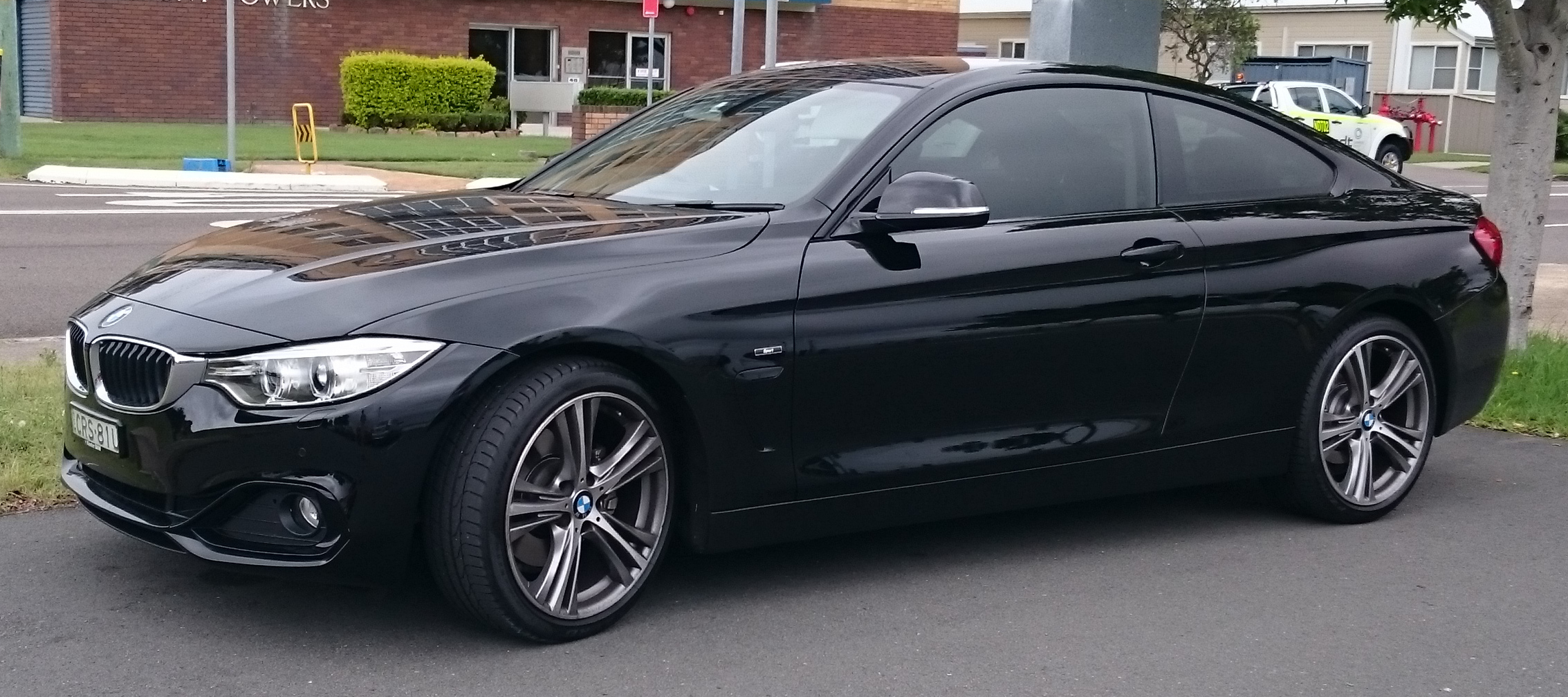
Une BMW Série 4 I

La BMW Série 4 est une gamme de voitures coupés et cabriolets conçus par le constructeur allemand BMW. Cette série succède aux versions coupé et cabriolet de la Série 3.
- BMW Série 4 I : 2013 – 2020
- BMW Série 4 II : 2020 -
- BMW Série 4 Gran Coupé II : 2021 -